# Catarina Costa
Catarina Costa (21 settembre 1996) è una judoka portoghese.

## Palmarès
- Europei

Sofia 2022: argento nei -48 kg.
Montpellier 2023: argento nei -48 kg.
Zagabria 2024: bronzo nei -48 kg.
Podgorica 2025: argento nei -48 kg.

### Vittorie nel circuito IJF
| Data          | Località | Paese   | Categoria  |
| ------------- | -------- | ------- | ---------- |
| 6 aprile 2018 | Antalya  | Turchia | Grand Prix |